# 北京特大橋
北京特大橋（ペキンとくだいきょう）は、全長48.153kmの鉄道高架橋である。京滬高速鉄道の一部で、北京市に位置する。この橋は、2010年に完成し、2011年に開業した。世界でも有数の長さを持つ橋である。